# Lars Granström
Lars Granström (* 8. prosince 1942, Helsingborg) je bývalý švédský fotbalista, útočník. 

## Fotbalová kariéra
Ve švédské lize hrál za Malmö FF, nastoupil ve 202 ligových utkáních a dal 52 gólů. S týmem vyhrál čtyřikrát švédskou fotbalovou ligu a v roce 1967 švédský fotbalový pohár. V Poháru mistrů evropských zemí nastoupil v 6 utkáních a ve Veletržním poháru nastoupil v 5 utkáních. Za reprezentaci Švédska nastoupil v roce 1965 v zápase kvalifikace na Mistrovství světa ve fotbale 1966 na Kypru, ve kterém dal 2 góly.

## Ligová bilance
| Ročník                                 | Zápasy | Góly | Klub          |
| -------------------------------------- | ------ | ---- | ------------- |
| 1. švédská liga 1960                   | 8      | 3    | Malmö FF      |
| 1. švédská liga 1961                   | 20     | 6    | Malmö FF      |
| 1. švédská liga 1962                   | 18     | 2    | Malmö FF      |
| 1. švédská liga 1963                   | 21     | 9    | Malmö FF      |
| 1. švédská liga 1964                   | 22     | 8    | Malmö FF      |
| 1. švédská liga 1965                   | 20     | 12   | Malmö FF      |
| 1. švédská liga 1966                   | 9      | 1    | Malmö FF      |
| Německá fotbalová Bundesliga 1966/1967 | 3      | 0    | Karlsruher SC |
| 1. švédská liga 1967                   | 10     | 2    | Malmö FF      |
| 1. švédská liga 1968                   | 12     | 1    | Malmö FF      |
| 1. švédská liga 1969                   | 19     | 2    | Malmö FF      |
| 1. švédská liga 1970                   | 21     | 3    | Malmö FF      |
| 1. švédská liga 1971                   | 22     | 3    | Malmö FF      |
| CELKEM 1. švédská liga                 | 202    | 52   |               |
| CELKEM Německá fotbalová Bundesliga    | 3      | 0    |               |